# قرقی اوراسیایی
قرقی اوراسیایی، باز گنجشک‌خوار، باشه یا واشک (به عربی: باشِق) (نام علمی: Accipiter nisus) پرنده شکاری کوچکی از تیرهٔ بازان است. قرقی‌ها در میان درختان آشیانه ساخته و برای شکار پرندگان کوچک مثل گنجشک در لابه‌لای درختان و بوته‌ها سازگاری پیدا کرده‌اند.

## ویژگی‌ها
قرقی با اندازه کوچک، بال‌های کوتاه و گردن و دم دراز و خط ابرویی سفید و لکه سفید پس گردن از سایر پرندگان خانواده بازان متمایز است. قرقی ماده حدود ۲۵درصد از نر آن بزرگتر است که یکی از بالاترین دودیسی‌های جنسی در میان پرندگان است. طول بدن قرقی نر ۲۸ و طول ماده ۳۸ سانتی‌متر است.
قرقی شباهت زیادی به پیغوی بزرگ، پیغوی کوچک و طرلان دارد. قرقی ماده را به دشواری می‌توان از پیغوی بزرگ ماده تشخیص داد. اندازه هر دو مشابه است اما دم و بال‌های قرقی کوتاه‌تر است. قرقی همچنین کمی بزرگتر از پیغوی کوچک است. قرقی ماده ممکن است با طرلان نر اشتباه گرفته شود اما قرقی ماده کوچکتر و لاغرتر است. بال‌های کوتاهتری دارد و انتهای دم آن مربع‌مانند است. ضمن اینکه طرلان در زمینه سفید زیر شکمش خطوط مشکی دارد.

## زیستگاه
قرقی در بخش‌های بزرگی از اروپا، آسیا و شمال و شرق آفریقا زندگی می‌کند. قرقی پرنده‌ای مهاجر است و در ایران فقط در زمستان می‌ماند.

## واژه‌شناسی فارسی
قرقی یک اسم ترکی است.
یکی از نام‌های فارسی این پرنده «جُرَه باز» بود که در شعرهای فارسی نیز به کار رفته است و اشاره به جثه کوچک‌تر قرقی نسبت به طرلان دارد.

## نام باشه
این کلمه هم‌ریشهٔ باز است و در فارسی باش، باشه، واشه و معرب آن باشق و در لهجهٔ طبری واشه، در گیلکی واشک است. در لاتینی فالکو نیزوس گویند. (از حاشیهٔ برهان قاطع چ معین). نام این پرنده در متون ادبی فارسی «باشه» بوده است. در فرهنگ دهخدا به نام واشه نیز اشاره شده و آن را «پرنده‌ای مانند باز لیکن از باز کوچک‌تر» دانسته است.
این پرنده در مازندران، ایلام، کرمانشاه و لرستان با نام واشه گفته می‌شود. در گیلان «واشک» و در برخی گویش‌های محلی نیز «باشه» گفته می‌شود.
باشه یا واشه در گیلکی واشک، ناگزیر در پهلوی هم واشک بوده که معرب آن واشق شده است. واژهٔ باز و باشه که امروزه نام دو مرغ شکاری است، لفظاً هر دو به یک معنی است و باید از «وز» باشد به معنی پرنده، از مصدر وز که به معنی پریدن هم در اوستا آمده است. (از فرهنگ ایران باستان پورداود ج ۱ ص ۲۹۹ و ۳۱۴).
قسمی از باز است که عربی آن باشق می‌باشد. (فرهنگ شعوری ج ۱ ورق ۱۹۲). در قاموس آمده که باشق معرب باشه است. (حاشیهٔ المعرب جوالیقی ص ۶۲).
حافظ:
«به تاج هدهدم از ره مبر که باز سفید / چو باشه در پی هر صید مختصر نرود»